# Holy Island, Wales

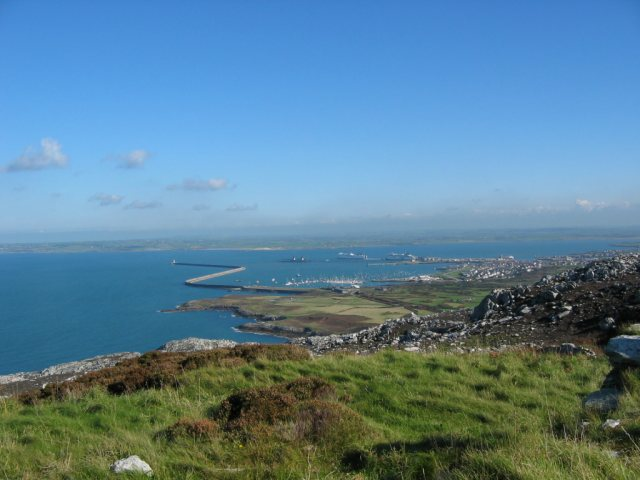
Vy över ön mot Holyheads hamn.

Holy Island ("Heliga ön", eller kymriska: Ynys Gybi, '(Sankt) Cybis ö') är en 39,4 km² stor ö belägen väst om Anglesey i norra Wales, varifrån den är skild av en smal kanal. Öns namn kommer av den stora mängden gravkammare, megaliter och så vidare som hittats på en så pass liten ö. Enligt 2001 års folkräkning bor 13 579 personer på ön.
Västra sidan av ön tas till största delen upp av Holyhead Mountain med en höjd på 220 meter, den högsta toppen i grevskapet.
Det finns två vägar mellan Holy Island och Anglesey, den första är en broväg vilken innehåller vägen A5/A55 samt den huvudsakliga järnvägslinjen till Chester och London, den andra är Four Mile Bridge som är mycket mindre och hyser en B-väg.
Huvudort är Holyhead, varifrån det går färjor till Dún Laoghaire och Dublin.